# Principe di Piemonte
Principe di Piemonte è un titolo nobiliare di Casa Savoia, istituito nel 1418 sulle ceneri di quello di principe di Acaja e poi devoluto quale appannaggio del maschio primogenito del capo della casata. 
Il titolo designò in seguito l'erede al trono apparente del Regno di Sardegna e, dopo l'Unità d'Italia nel 1861, l'erede apparente al trono d'Italia, concesso in alternanza a quello di Principe di Napoli. Dopo il mutamento istituzionale del 1946 tale titolo identifica, in forma privata in seno alla Real Casa di Savoia, il figlio primogenito del capo della casata, ed è oggetto, dal 2006, di controversia fra i rami della famiglia.

## Storia
Il titolo di signore di Piemonte ebbe origine nel 1178, quando un ramo dei Savoia ebbe in appannaggio dei territori piemontesi. Nei secoli successivi la signoria sui territori italiani della dinastia divenne un marchesato, come testimoniato dalle monete di Amedeo V di Savoia.
In parallelo, il ramo sabaudo cadetto generato da Filippo di Savoia divenne titolare del titolo nobiliare del Principato di Acaia, e dalla propria corte di Pinerolo lo trasmise fino a Ludovico di Savoia-Acaia la cui signoria terminò nel 1418, quando morì senza eredi legittimi e le sue terre vennero incorporate in quelle savoiarde.
Il titolo di principe fu quindi incamerato dal novello duca Amedeo VIII di Savoia, che si descrisse come marchese e principe nei suoi territori italiani, trasmettendo il rango ai suoi successori. Solo secoli dopo se ne fece appannaggio del figlio primogenito maschio del duca (poi re). Amedeo VIII, inoltre, inserì un lambello azzurro nello stemma, simbolo distintivo degli eredi al trono, prima ducale e poi reale.
Quando i Savoia divennero la casa regnante d'Italia, Vittorio Emanuele II decise, per i successivi eredi al trono, l'alternanza del titolo di principe di Piemonte con quello di Napoli, istituito allo scopo di rafforzare il sentimento di unità nazionale.
In pratica, quando un principe di Piemonte diventava re, suo figlio assumeva il titolo di principe di Napoli e suo nipote quello di principe di Piemonte, continuando così l'alternanza nella discendenza.

## Successione
| Periodo                                                    | Detentore                   | Titolo di possesso                                                 |
| Signori di Piemonte                                        | Signori di Piemonte         | Signori di Piemonte                                                |
| ---------------------------------------------------------- | --------------------------- | ------------------------------------------------------------------ |
| 1178-1233                                                  | Tommaso I                   |                                                                    |
| 1233-1259                                                  | Tommaso II                  | figlio del predecessore                                            |
| 1259-1282                                                  | Tommaso III                 | figlio del predecessore                                            |
| Principi di Acaja                                          |                             |                                                                    |
| 1282-1334                                                  | Filippo I di Savoia-Acaia   | figlio del predecessore                                            |
| 1334-1367                                                  | Giacomo di Savoia-Acaia     | figlio del predecessore                                            |
| 1368-1402                                                  | Amedeo di Savoia-Acaia      | fratello del predecessore                                          |
| 1402-1418                                                  | Ludovico di Savoia-Acaia    | fratello del predecessore                                          |
| Principi di Piemonte                                       |                             |                                                                    |
| 1418-1424                                                  | Amedeo VIII                 | duca di Savoia                                                     |
| 1424-1431                                                  | Amedeo                      | primogenito del predecessore                                       |
| 1431-1438                                                  | Ludovico                    | fratello minore del predecessore                                   |
| 1438-1465                                                  | Amedeo IX                   | figlio del predecessore                                            |
| 1465-1471                                                  | Carlo                       | figlio del predecessore                                            |
| 1471-1472                                                  | Filiberto I                 | fratello minore del predecessore                                   |
| 1472-1482                                                  | Carlo I                     | fratello del predecessore                                          |
| 1488-1490                                                  | Carlo Giovanni Amedeo       | figlio del predecessore                                            |
| 1496-1497                                                  | Filiberto II                | figlio del duca Filippo II di Savoia                               |
| 1497-1504                                                  | Carlo II                    | fratello del predecessore                                          |
| 1523-1536                                                  | Ludovico                    | figlio del predecessore                                            |
| 1536-1553                                                  | Emanuele Filiberto          | fratello minore del predecessore                                   |
| 1562-1580                                                  | Carlo Emanuele I            | figlio del predecessore                                            |
| 1586-1605                                                  | Filippo Emanuele            | figlio del predecessore                                            |
| 1605-1630                                                  | Vittorio Amedeo I           | fratello minore del predecessore                                   |
| 1632-1637                                                  | Francesco Giacinto          | figlio del predecessore                                            |
| 1637-1638                                                  | Carlo Emanuele II           | fratello del predecessore                                          |
| 1666-1675                                                  | Vittorio Amedeo II          | figlio del predecessore                                            |
| 1699-1715                                                  | Vittorio Amedeo             | figlio del predecessore                                            |
| 1715-1730                                                  | Carlo Emanuele III          | fratello minore del predecessore                                   |
| 1730-1773                                                  | Vittorio Amedeo III         | figlio del predecessore                                            |
| 1773-1796                                                  | Carlo Emanuele IV           | figlio del predecessore                                            |
| 1796-1802                                                  | Vittorio Emanuele I         | fratello del predecessore                                          |
| 1802-1824                                                  | Carlo Felice                | fratello del predecessore                                          |
| 1831-1849                                                  | Carlo Alberto               | cugino del predecessore                                            |
| 1849-1861                                                  | Vittorio Emanuele II        | figlio del predecessore e primo re d'Italia (fino al 1878)         |
| Principi di Napoli e di Piemonte (eredi al trono d'Italia) |                             |                                                                    |
| 1878-1900                                                  | Umberto I                   | principe di Piemonte, figlio del predecessore                      |
| 1900-1946                                                  | Vittorio Emanuele III       | principe di Napoli, figlio del predecessore                        |
| 1946-1946                                                  | Umberto II                  | principe di Piemonte, figlio del predecessore e ultimo re d'Italia |
| 1937-1970                                                  | Vittorio Emanuele di Savoia | principe di Napoli, figlio del predecessore                        |

### Successiva controversia
Dopo il mutamento istituzionale del 1946 il titolo di principe di Piemonte non designò più l'erede al trono d'Italia, ma il primogenito del Capo di Casa Savoia. Da alcuni anni le vicende relative alla questione dinastica italiana sono fonte di controversia fra i due rami della dinastia.
I sostenitori di Emanuele Filiberto di Savoia, nato nel 1972, affermano che il titolo di principe di Piemonte gli sia stato conferito dal padre, Vittorio Emanuele, quale maschio primogenito del Capo della Casa, ma Emanuele Filiberto sostiene che gli sia stato conferito anche il titolo di principe di Venezia, oralmente, dal re Umberto II. Il decreto e la data di nomina non sono mai stati pubblicati né resi noti, tanto da renderne dubbio l'effettivo conferimento. Il titolo è riportato, senza fonti, dall'Almanacco di Gotha. L'Almanacco di Gotha, tuttavia, in diversi casi è stato al centro di polemiche a causa dell'attribuzione di titoli dinastici o nobiliari a persone che, a detta degli esperti, non ne avevano il diritto.
Emanuele Filiberto, inoltre, negli annuari della Consulta dei Senatori del Regno, dei quali l'ultimo a stampa è del 1998, non è mai apparso come principe di Piemonte. Anche l'Annuario della nobiltà italiana, alla voce "Real Casa di Savoia", non indica in capo a Emanuele Filiberto alcun titolo nobiliare o dinastico. I giornalisti, però, conoscono Emanuele Filiberto con il nome d'arte di Principe di Piemonte e di Venezia.
Il 9 marzo 2009 il principe Umberto di Savoia, figlio primogenito di Aimone di Savoia-Aosta e di Olga di Grecia, ha ricevuto il titolo di principe di Piemonte dal nonno, Amedeo di Savoia-Aosta.